# Гузал Ситдикова
Гузал Ситдикова (на башкирски: Гүзәл Рамаҙан ҡыҙы Ситдиҡова, на руски: Гузаль Рамазановна Ситдыкова) е видна башкирска журналистка, преводачка, поетеса и писателка на произведения в жанра лирика и детска литература.

## Биография и творчество
Гузал Рамазан Ситдикова е родена на 10 юни 1952 г. в. Инзер, Белорецки район, Башкирска автономна съветска социалистическа република, РСФСР, СССР. През 1967 г. завършва основно образование и постъпва в Белорецкското педагогическо училище. След завършватето му през 1971 г. работи като учител в интернат № 1, а след това в различни образователни институции в град Белорецк.
През 1980 г. завършва библиотечния факултет на Челябинския държавен институт за култура. От 1983 г. работи като сътрудник на Белорецкия регионален вестник „Урал“, от 1986 г. е ръководител на отдел в него, през 1987 г. става заместник редактор, а в периода 1989 – 1995 г. е негов главен редактор. В периода 1991 – 1995 г., заедно с работата с, е избрана за народен депутат в 12-то събрание на Върховния съвет на Башкирската АССР.
През периода 1995 – 2008 г. тя е депутат в Държавното събрание на Република Башкортостан, и е член на Обществената камара на Република Башкортостан (2011 – 2012). В периода 2004 – 2011 г. е избрана за председател на Обществото на башкирските жени на Република Башкортостан. Участва в работата на Изпълнителния комитет на Световния конгрес на башкирите.
Прави писателския си дебют през 1976 г. Докато работи в регионалния вестник „Урал“ нейни творби са публикувани в републиканската преса. Първият ѝ колекция от нейни стихове е публикувана в алманаха „Йәш көстәр“ (Младите сили) през 1984 г.
От 1995 г. тя е член на Съюза на писателите на Република Башкортостан. Работи в различни литературни жанрове – поезия, проза, есе, детска литература. Нейни произведения са преведени на руски език. Автор е на над 10 книги и около двадесет научни публикации.
Прави преводи на поезия от чужди езици на башкирски език.
Гузал Ситдикова е участник в движението на Уикимедия като един от редакторите-доброволци и допринася за създаването и редактирането на статии в башкирската езикова част на Уикипедия, както и в башкирските проекти на Уикиизточник и Уикиречник..

## Произведения
частично представяне
- Семь родников (1986) – стихове
- Цок-цок Цокоток (1994) – приказка в стихове
- Нет приговора для любви (1997) – разкази
- Цок-цок Цокоток и его приключения (1999) – приказка в стихове
- Семейные обычаи башкир в пословицах и поговорках (2002) – есе
- Моя Вселенная (2002) – разкази, есета, стихове
- Сады Рая. Путевые записки (2005) – пътепис
- Советы молодой семье (2006) – есе
- Доброе семя – доброе племя (2007) – есе, стихове
- И у зимы есть свои птицы (2010) – стихове
- Говорящая машина (2010) – разкази, стихове и приказки за деца
- Мәҡәл һәм әйтемдәрҙә ҡатын-ҡыҙҙың ғаиләлә тотҡан урыны // Статус и роль женщины в современном мире (2011) – есе
- Доброе семя – доброе племя (2013) – есе, стихове
- Планета детства (2014) – стихове и приказки за деца
- Ситдиҡова Г. Ағып килә мәңгелек: шиғырҙар, поэмалар (2019)